# 空色デイズ
「空色デイズ」（そらいろデイズ）は、中川翔子の3作目のシングル。2007年6月27日にSony Recordsから発売された。

## 作品概要
初回限定盤（CD+DVD）、通常盤（CD）、グレンラガン仕様盤（CD+写真集+ライナーノーツ）の3パターンでリリース。前作に続き、収録曲全てにタイアップが付いている。
トランスを取り入れたデビュー作「Brilliant Dream」、1980年代のアイドル歌謡に挑戦した前作「ストロベリmelody」に続く今作ではハードロックに挑戦している。
衣装は曲のイメージに合わせ、それまでのアイドルらしい衣装からワイルドな衣装へと変化している。
グレンラガン仕様盤では、『天元突破グレンラガン』に登場する“ヨーコ”のコスプレをした中川翔子のミニ写真集と、「空色デイズ」「happily ever after」の作詞者であるmeg rockと中川翔子本人によるライナーノーツが付属している。
2007年の『第58回NHK紅白歌合戦』の曲目に選ばれた。
2019年3月1日には、ソニー・ミュージックエンタテインメントのアニメソング人気投票キャンペーン「平成アニソン大賞」において作曲賞（2000年 - 2009年）に選出された。

## 収録曲

### 初回限定盤（CD + DVD）
Disc-1
1. 空色デイズ[4:11]（作詞：meg rock／作曲・編曲：齋藤真也）
作詞を手掛けたのは、meg rock。作曲・編曲はmeg rockのパートナーの1人でもある“シャイニー”こと齋藤真也。
ミュージック・クリップではエレキギターを持っているが、ピックは持っておらず実際には弾くシーンはない（主な理由に、演奏ができない、爪があるからなどが挙げられる）。実際、中川本人は撮影当日までギターを弾いたことはおろか、触った事もなかったと語っている。そのため、ギター自体は衣装の一部（飾り物）扱いになっている。ただし、間奏部分およびイントロとアウトロの一部では当て振り（もしくはエア・ギター）のような動作をするシーンがある。ライブの定番曲でアンコールでは毎回ファンがサビを大合唱するのが恒例となっている。
調はロ短調[3]。
2. happily ever after[3:28]（作詞：meg rock／作曲・編曲：黒須克彦）
作詞を手がけたのは「空色デイズ」と同じくmeg rockで、元々、この曲の詞は「空色デイズ」の候補として作られたものであり、『天元突破グレンラガン』オープニングテーマ候補曲の一つであった。そのため、もともとの詞は現在の「空色デイズ」に近いものであったという。その後、オープニングテーマ曲は「空色デイズ」に決定したものの、同作品第11話のクライマックスでアニメ制作スタッフであるキャラクターデザインを担当した錦織敦史と、設定制作の若林広海が「どうしても使いたい」と熱望したため、詞が書き直され、挿入歌として使われる事となった。
3. みつばちのささやき[3:58]（作詞：大内正徳／作曲・編曲：平田祥一郎）
仮タイトルは「KAWAYUSU（カワユス）」。タイトルは「KAWAYUSU」「カワユス」の後、現在のタイトルになった。歌詞にも「かわゆすぎる」というフレーズがある。中川はレコーディングの時「もっとブリッコに歌って」とスタッフに言われ、すごく気持ちよかったという[4]。この曲は元々、2ndシングル候補曲として作られた5曲のひとつで、詞・楽曲自体ともは2006年9月頃には既に存在した。
4. 空色デイズ-Instrumental-

Disc-2
1. 空色デイズ -ミュージッククリップ-
2. 空色デイズ -特別編-

### 通常盤（CDのみ）
1. 空色デイズ
2. happily ever after
3. みつばちのささやき
4. 空色デイズ-Instrumental-

### グレンラガン仕様盤（CD+写真集+ライナーノーツ）
1. 空色デイズ
2. happily ever after
3. 空色デイズ -(of construction) TVサイズ-
4. 空色デイズ -(of realization) TVサイズ-

## 仕様
CD＋DVD
- 販売生産番号：SRCL-6570 - 6571
- 初回プレス盤は『天元突破グレンラガン』ワイドラベルステッカー (type-A) ジャケット仕様

CDのみ
- 販売生産番号：SRCL-6572
- 初回プレス盤は『天元突破グレンラガン』のワイドラベルステッカー (type-B) ジャケット仕様

『グレンラガン』仕様盤
- 販売生産番号：SRCL-6573
- 2007年7月31日までの期間限定生産
- ヨーコ描き下ろしジャケット（デジパック仕様）
- 「中川翔子×ヨーコ」コスプレミニ写真集封入
- meg rockによるライナーノーツ

## タイアップ
空色デイズ
- テレビ東京系列放送アニメ『天元突破グレンラガン』オープニングテーマソング
- NHK-FM『アニソン・アカデミー』オープニングテーマ

happily ever after
- テレビ東京系列放送アニメ『天元突破グレンラガン』挿入歌・16話エンディングテーマ
- 映画『劇場版 天元突破グレンラガン 紅蓮篇』挿入歌

みつばちのささやき
- DVD『どうぶつスター誕生』主題歌

## カバー・リミックス
カバー
- 石田燿子 - 「Hyper Yocomix 3」収録。ユーロビートアレンジ。
- Delaction feat. Chika - 2「姫トラ・スピード」に収録。トランスアレンジ。
- 遠藤正明 - 「ENSON2 〜COVER SONGS COLLECTION Vol.2〜」に収録。
- 秋月律子（若林直美） - 「THE IDOLM@STER MASTER ARTIST 2 -SECOND SEASON- 04 秋月律子」収録。
- 柿原徹也 - アルバム『百歌声爛 男性声優編』（2007年9月19日発売）に収録。
- 井上麻里奈 - アルバム『百歌声爛 女性声優編II』（2008年1月23日発売）に収録。
- 流田Project - 「流田PP」に収録。
- i☆Ris - 「カバ☆リス」に収録。
- Mitchie M - コンピレーション・アルバム「ドリームボーカリスト」に収録。
- EMERGENCY - 「ADM -Anime Dance Music produced by tkrism-」に収録。
- Trefle - 「アニソン神曲+チェンクロ」に収録。
- 水木一郎 - 「ロボ☆アニ ボカロ大戦」に収録。
- 富田麻帆 - 「ネ申曲を歌ってみた」に収録。
- The Sketchbook - 「超新世代アニソンBEST!! 2000年代編〜The Sketch Rock〜」に収録。
- 榊原ゆい - 「LOVE×CoverSongs 2」（2015年1月28日発売）に収録。
- 氷堂美智留（矢作紗友里） - BD / DVD『冴えない彼女の育てかた』第7巻限定版特典CDに収録。テレビアニメ『冴えない彼女の育てかた』第12話劇中歌。
- Pile - 「キミがくれたKISEKI」に収録。
- ORANGE PORT - 「TRIGGER」に収録。
- Poppin'Party［戸山香澄（愛美）］ - ゲーム『バンドリ! ガールズバンドパーティ!』収録曲。2021年11月10日発売のアルバム『バンドリ！ ガールズバンドパーティ！ カバーコレクション Vol.6』でCD初収録。
- ダイアナ・ガーネット - 「難解！ミステリー」に収録。
- Animetal The Second - 「Blizzard of ANIMETAL THE SECOND」に収録。
- かしこまり - 2019年4月24日発売（3月1日先行配信）のカバーアルバム『IMAGINATION vol.1』に収録。
- うらまる - 配信リリース。
- 平野綾 - 2023年3月1日発売の配信シングル『空色デイズ - from CrosSing』に収録。同年4月26日販売のアルバム『CrosSing Collection vol.2』にも収録。

インストゥルメンタルアレンジ
- TOKYO BRASS STYLE - 「ブラスタG」収録。吹奏楽アレンジ（インストゥルメンタル）。
- 8bit Project - シングル「続く世界」収録。ファミコン音源風アレンジ。

中川翔子によるセルフアレンジ
- 「空色デイズ -天元突破EDITION-」 - アルバム「Magic Time」収録。
- 「空色デイズ -天元突破EDITION 螺厳篇-」 - シングル「涙の種、笑顔の花」収録。
- 「空色デイズ -北京語ver.-」 - 『しょこたん☆べすと--(°∀°)--!!』に収録。

## 収録アルバム
- Big☆Bang!!!（2008年3月19日）
- 続く世界（2008年9月10日）
- Magic Time（2009年1月1日）
- 涙の種、笑顔の花（2009年4月29日）
- J-アニソン神曲祭り（2012年2月8日）
- しょこたん☆べすと--(°∀°)--!!（2012年5月2日）